# Juan Pablo I, la sonrisa de Dios
Juan Pablo I la sonrisa de Dios (en italiano: Papa Luciani - Il sorriso di Dio) es una miniserie italiana dirigida por Giorgio Capitani y protagonizada por Neri Marcorè que narra la vida de Juan Pablo I. Fue emitida por la cadena pública italiana Rai Uno con una audiencia de 8 millones la primera parte y una audiencia de 10 millones la segunda parte. En España fue lanzada en DVD, más tarde en 2011 se estrenó en televisión por la cadena 13 TV.

## Argumento
La serie relata la vida de Albino Luciani, desde su humilde origen como párroco en Canale d'Agordo hasta su breve pero impactante papado como Juan Pablo I en 1978. La narrativa abarca su infancia, su vocación sacerdotal, su servicio en diversas localidades italianas y su destacado papel como obispo y patriarca de Venecia.

## Sinopsis
El cardenal Albino Luciani viaja a Fátima, donde la hermana Lucía le revela que será elegido Papa, pero su papado será breve como la vida de una semilla. A pesar de su salud frágil, Luciani, con experiencia en la pobreza y la emigración, ha dedicado su vida a ayudar a los desfavorecidos. En 1978, tras la muerte de Pablo VI, es elegido Papa como Juan Pablo I, comprometiéndose a modernizar la Iglesia a pesar de su conciencia de la limitación de su tiempo.

## Reparto
- Neri Marcorè: Albino Luciani
- José María Blanco Martínez: Cardenal Villot
- Paolo Romano: Don Lorenzi
- Franco Interlenghi: Monsignor Casaroli
- Imma Colomer Marcet: Soor Lucía
- Gabriele Ferzetti: Cardenal Siri
- Roberto Citran: Luigi Tiezzi
- Jacques Sernas: Monseñor Marcinkus
- Sergio Fiorentini: Padre Gruber
- Alberto Di Stasio: Muccin
- Mario Opinato: Mario
- Giorgia Bongianni: Bortola Luciani
- Giuseppe Antignati : Cardenal Karol Wojtyła
- Alberto Scala: Berto
- Emilio De Marchi: Bortignon
- Daniele Griggio: Partigiano Mazzola